# Hall's Croft
Hall's Croft è uno storico edificio del cittadina inglese di Stratford-upon-Avon, nel Warwickshire (Midlands), risalente al 1613.  L'edificio, ora trasformato in museo, fu la residenza di Susanna Shakespeare-Hall, figlia maggiore di William Shakespeare, e del marito John Hall.

## Descrizione
L'edificio è situato all'angolo tra la Old Town e la Church Street, nelle immediate vicinanze della Holy Trinity Church e della King Edward School.
La facciata è a graticcio e dietro la casa si trova un giardino con piante di vario genere.
Gli interni ospitano un museo che espone, tra l'altro, una collezione di strumenti chirurgici appartenuti a John Hall, medico e fisico, ed illustra le pratiche mediche dell'epoca Tudor e del primo periodo Stuart. Tra gli oggetti esposti, vi è un libro contenente appunti medici di Hall, pubblicato nel 1657.

## Storia
Susanna Shakespeare, figlia di William Shakespeare, sposò John Hall, un celebre medico e fisico, nel 1607.
I due abitarono a Hall's Croft fino al 1616, anno della morte di William Shakespare, dopo la quale si trasferirono a New Place.